# Vladîslav Tretiak
Vladîslav Vasîlovîci Tretiak (în ucraineană Владислав Васильович Третяк, n. 21 februarie 1980, Kiev, RSS Ucraineană, URSS) este un fost scrimer ucrainean specializat pe sabie, laureat cu bronz la individual la Jocurile Olimpice din 2004 de la Atena și cu argint pe echipe la Campionatul Mondial din 2006.

## Carieră
S-a născut într-o familie sportivă, în care tatăl său juca la echipa de fotbal a fabricii sale. Și-a primit numele după hocheist de legendă Vladislav Tretiak. A practicat schiul, hocheiul și patinajul cu fratele său mai mare. S-a apucat de fotbal, dar o intervenție chirurgicală l-a împiedicat să continue. La vârsta de 11 ani a început să practice scrima după o prezentare la școala sa; a ales sabia pentru că fratele său era deja un spadasin. Primul său antrenor a fost Nikolai Goriunov.
A cucerit medalia de bronz pe echipe la Campionatul Mondial din 2003 de la Havana și la Campionatul European din 2004 de la Copenhaga. La Jocurile Olimpice din 2004 de la Atena a creat surpriză: clasat pe locul 47 în luna iunie, înainte de competiția, a ajuns în semifinală după ce l-a învins pe conaționalul său Volodîmîr Lukașenko, unul dintre favoriții la câștigarea probei. El fost bătut de ungurul Zsolt Nemcsik, apoi a trecut de belarusul Dmitri Lapkes în „finală mică”, cucerind bronzul. La proba pe echipe, Ucraina a pierdut cu Italia la sferturile de finală și s-a clasat pe locul 6.
În sezonul 2005-2006 a cucerit prima sa medalie la o etapă de Cupa Mondială cu un bronz la Grand Prix-ul de la Tunis. A fost și în componență echipei din Ucraina la Campionatul Mondial din același an. Ucraina a ajuns în finală după ce trecut succesiv de Canada, Germania și Rusia. A pierdut cu Franța în finală și s-a mulțumit cu argintul.

## Legături externe
- en  Prezentare Arhivat în 31 decembrie 2014, la Archive.is la Confederația Europeană de Scrimă
- en Vladîslav Tretiak la Olympedia.org